# جامار ديكسون
جامار ديكسون (5 يونيو 1989 بأوتاوا في كندا - ) هو لاعب كرة قدم كندي في مركز الوسط. شارك مع منتخب كندا لكرة القدم. أما مع النوادي، فقد لعب مع Jippo ‏ وTP-47 ‏ وBW 90 IF ‏ وFF Jaro ‏ وVictoria Highlanders FC ‏.

## وصلات خارجية
- جامار ديكسون على موقع قاعدة بيانات كرة القدم.إي يو (الإنجليزية)
- جامار ديكسون على موقع ناشيونال فوتبول تيمز (الإنجليزية)
- جامار ديكسون على موقع Soccerway.com (الإنجليزية)
- جامار ديكسون على موقع عالم كرة القدم.نت (الإنجليزية)